# Lea Ackermann
Lea Ackermann (Völklingen, 2 februari 1937 – Trier, 31 oktober 2023) was een Duitse ordezuster van de Zusters Missionarissen van Onze Lieve Vrouw van Afrika. Lea Ackermann was vooral in Duitsland bekend als iemand die ijverde tegen seksuele uitbuiting van vrouwen. Ze stichtte de internationale hulporganisatie SOLWODI.

## Biografie
Lea Ackermann werd in het Völklingen geboren en groeide op in Klarenthal. Na een bankopleiding in Saarbrücken trad ze in 1960 toe tot de Orde van Zusters Missionarissen van Onze Lieve Vrouw van Afrika (de Witte Zusters). Ze studeerde vervolgens talen, theologie, pedagogiek en psychologie en promoveerde in 1977 aan de Ludwig Maximilians-Universiteit te München. Ackermann woonde in de pastorie van Hirzenach aan de Rijn.
Tijdens haar werk in Rwanda en Kenia ervoer Ackermann hoe vrouwen slachtoffer werden van seksuele uitbuiting en mensenhandel. In 1985 stichtte Ackermann in Mombassa het project SOLWODI (Solidarity with women in distress; Solidariteit met vrouwen in nood). Deze organisatie helpt vrouwen die eerder slachtoffer werden van uitbuiting weer op eigen benen te staan door middels van advies, daadwerkelijke hulp en vorming. Haar werk verplaatste zich later ook naar Europa. In Duitsland bestaan meerdere SOLWODI-steunpunten voor vrouwen die met de belofte op werk of huwelijk naar Duitsland werden gelokt en slachtoffer werden van dwangprostitutie.
Voor haar werk werd Lea Ackermann veelvuldig onderscheiden. Van haar hand verschenen meerdere boeken in de Duitse taal.

## Onderscheidingen
- Johanna Löwenherzprijs van het Landkreis Neuwied (1993)
- Orde van Verdienste van de Bondsrepubliek Duitsland 1e klasse (1996)
- Europese Vrouwenprijs (1998)
- Groot Stadszegel van Boppard (2001)
- Bul de Mérite van de Duitse politiebond (BDK) (2002)
- Orde van Verdienste van de deelstaat Rijnland-Palts (2005)
- Nominatie van het initiatief 1000 Frauen für den Friedensnobelpreis voor de Nobelprijs (2005)
- De Kettelerprijs van de stichting ZASS van de Katholieke Arbeiders Bond voor haar sociale engagement (2006)
- Toevoeging op een lijst van de 50 belangrijkste vrouwen uit het Saarland (2007)
- Romano Guardiniprijs (2008)
- Eredoctoraat van de Universiteit van Luzern (2008)
- Anton Martini Herdenkingsprijs (2009)
- Orde van Verdienste van Beieren (2010)
- Kinderbeschermingsprijs van Rijnland-Palts (2010)
- Grote kruis van verdienste (2012)
- Augsburger Vredespreis (2014)
- Eredoctoraat van de Universiteit van Erfurt (2015)